# La luna nel deserto
La luna nel deserto è un cortometraggio di animazione del 2008 diretto da Cosimo Damiano Damato, liberamente ispirato al romanzo di Raffaele Nigro Desdemona e Cola Cola.
È stato presentato durante la 65ª Mostra internazionale d'arte cinematografica di Venezia.

## Trama
La gazza Cola Cola, originaria del deserto africano e nera come tutte le gazze, è angosciata da una fame spaventosa e la sua è la fame di tutto lo stormo di uccelli che si trovano nel palmeto del deserto.
Una legge feroce impedisce alle gazze di allontanarsi dal luogo di origine. Il cane Nureddin capo di un branco di cani del deserto fa in modo che la legge venga rispettata da tutti. La Luna, che ama la gazza Cola Cola, racconta che al di là del deserto esiste l'isola della ricchezza e del cibo, ed è necessario che si armi di coraggio e che parta nottetempo. Sarà lei a guidarlo. Cola Cola raggiunge dunque Aljazir e di qui parte alla volta di Venezia. La città è bellissima e attraversata da frotte di turisti, i quali lasciano cadere per strada chicchi di grano di miglio e di mais. Alla gazza è sufficiente girare per le calli di Venezia e beccare il cibo sparso per terra.
Cola Cola in un sottoportico sente cantare una colomba. È la bella Desdemona, che interpreta il ruolo di un'eroina del melodramma.
Cola Cola scopre in questo modo la finzione del teatro e per una serie di vicissitudini si sostituirà a Otello. 
Cola Cola finirà con l'innamorarsi di Desdemona e la piccola colomba ricambierà il sentimento. Ma il loro amore troverà un mondo ostile alla loro unione mista. Sarà allora l'intervento della Luna a portare a soluzione la vicenda.

## Produzione
Il film, realizzato interamente in computer grafica 3D dalla CCBC di Bari, è una favola moderna che affronta il tema dell'integrazione razziale affidandolo a creature del mondo animale.
Fra i personaggi che prestano la voce ai protagonisti del cartoon figurano Arnoldo Foà, Renzo Arbore, Caterina Sylos Labini, Michele Placido, Violante Placido, Emilio Solfrizzi, Antonio Stornaiolo, i giornalisti RAI Attilio Romita e Leonardo Metalli, il conduttore di Radio2 Rai Savino Zaba e il produttore Angelo Tumminelli. La sceneggiatura è stata realizzata a quattro mani dal regista e dall'autore del romanzo. Le musiche originali sono composte dal gruppo italo-palestinese Radiodervish.